# Cancellans
Cancellans (lat., pl. Cancellantia, dt. Austauschblatt, teilweise auch Auswechselblatt, Ersatzblatt, Umdruck; engl. cancel leaf) ist der buchwissenschaftliche Begriff für eine ausgetauschte Seite in einem Buch. Der Austausch erfolgt durch den Hersteller des Buches vor der Veröffentlichung aufgrund von Satzfehlern oder inhaltlichen Fehlern.
Das auszutauschende Blatt wird Cancellandum, seltener auch Cancellatum, das ausgetauschte Blatt, bezeichnet.
Dabei können auch schon kleinste Fehler wie Interpunktionsfehler zum Austausch motivieren. Erfolgt der Austausch nicht bei der gesamten Auflage, können satzdifferente Varianten von Drucken entstehen.
Bei einem Einblattkarton wird ein einzelnes auszutauschendes Blatt bis zum Satzrand abgeschnitten. An den verbleibenden Streifen wird die neu gesetzte und gedruckte Seite eingeklebt.
Doppelblattkartons sind kaum erkennbar, da ein kompletter Ersatzbogen nicht geklebt, sondern  eingebunden wird.
Das relativ aufwendige Verfahren war bis zum Ende des 18. Jahrhunderts verbreitet und wurde von den Corrigenda oder auch Errata abgelöst, ein einfaches beigelegtes Blatt mit dem Verzeichnis der Änderungen beziehungsweise Löschungen. Heute wird ein Austausch nur noch in Ausnahmefällen durchgeführt.